# 準矮星
準矮星 (Subdwarf star, subdwarf, sd) とは、光度階級がVIに分類される天体のことである。具体的には、同一のスペクトル型（≒温度）を持つ主系列星と比べて、絶対等級にして1.5から2暗い（光度にして1/4から1/6）天体と定義されている。ヘルツシュプルング・ラッセル図では主系列星の帯のすぐ下に位置し、成因から低温のグループと高温のグループの2つに大別できる。
準矮星という言葉を使い始めたのはジェラルド・カイパーで、1939年のことだった。それまでこの種の異常なスペクトルを持つ天体は「intermediate white dwarfs」と呼ばれていた。

## 低温の準矮星
スペクトル型G, K, Mの星に見られる準矮星は、普通の主系列星と同様に水素の核融合反応をエネルギー源に光を放射している。準矮星が主系列星より暗いのは、恒星に含まれる重元素（ヘリウムより重い元素）の割合が少ないためだと考えられている。重元素が少ないと恒星表層の透明度が上昇して放射圧が低くなり、同じ質量の主系列星と比べ、小さく高温の恒星が形成される。また、大気が透明なことで恒星光全体に占める紫外線の割合が増え、この現象は紫外線超過として観測される。銀河系の銀河ハローに属する種族IIの古い恒星で、太陽など種族Iの星に対して大きな相対速度で動いていることが多い。また、2009年時点でこの種の準矮星に惑星が発見された例はない。
スペクトル型G, K, Mの星に見られる準矮星には2種類のサブクラスが知られる。
- cool subdwarf：SSSPM J1930-4311 など (sdM7)
- extreme subdwarf：APMPM J0559-2903 など (esdM7)

## 高温の準矮星
準矮星のうちスペクトル型OやBの星に見られるものはextreme horizontal branch star (EHBS)とも呼ばれる。赤色巨星の中心核でヘリウムの核融合が始まる前に外層の水素が失われると準矮星になると考えられている。通常はこのタイミングで外層の散逸が起きることはないが、連星の相互作用によって失われるという研究がある。また、白色矮星同士が衝突・融合した場合にも形成される可能性がある。どちらにしてもスペクトル型G, K, Mの準矮星とは異なった過程で作られるため、主系列星より暗いことを除いて両者に関連はない。
この種の準矮星は白色矮星と比べて明るいので、球状星団や楕円銀河などの古い星の集団が放つ光のうち、高温の光の成分に重要な影響を与えていると考えられている。

## 代表的な準矮星
- カプタイン星
- グルームブリッジ1830
- カシオペヤ座μ星
- SSSPM J1549-3544
- 2MASS J05325346+8246465 - 恐らく最初に発見された褐色矮星かつ最初に発見された準矮星[7]。